# Pontificio Consejo Cor Unum
El Pontificio Consejo Cor Unum instituido como un órgano de la curia romana por Pablo VI el 15 de julio de 1971, para la promoción humana y cristiana. La reforma de la curia romana por el papa Francisco surpime este Consejo, asumiendo sus cometidos el Dicasterio para el Servicio del Desarrollo Humano Integral.instituido mediante constitución apostólica Praedicate evangelium.

## Historia
El Pontificio Consejo Cor Unum fue instituido por Pablo VI, mediante la carta apostólica Amoris officio, del 15 de julio de 1971, Tal como expone en esa carta, lo hace

Movido por el oficio de caridad para animar la familia humana universal por las sendas de la recíproca y sincera solidaridad, hace tiempo que estamos meditando la realización de un nuevo proyecto. Es algo que Nos ha sido muy solicitado y, como lo consideramos plenamente consecuente con las funciones que la Iglesia está llamada a desempeñar en el mundo moderno [...]. Estamos refiriéndonos al proyecto de procurar que, en el vastísimo campo de la solidaridad cristiana entre los pueblos y del progreso humano inspirado en la verdadera caridad, adquieran una mayor vinculación las energías e iniciativas que florecen dentro de la Iglesia
Carta apostólica Amoris offici

Los problemas que supone la promoción humana y cristiana forman parte de las tareas asumidas por distintos dicasterios de la Curia Romana, con este Consejo se ofrece la posibilidad de un encuentro común de todas las instituciones eclesiales que tratan de ayudar a resolver estos problemas que el propio papa había expuesto en su carta apostólica Octogesima adveniens-, escrita en el ochenta aniversario de la Rerum novarum. Cor Unum, significa "un solo corazón"; el papa explicó el motivo por el que eligió este nombre en un discurso pronunciado en 1972: "Así que fuimos capaces de darle a su acción eclesial de ayuda, el nombre de un corazón, un corazón que late en ritmo con el corazón de Cristo, cuya compasión por las multitudes hambrientas les llega incluso en su hambre espiritual".
El Consejo quedó establecido en el Palacio de San Calixto, en la Plaza San Calisto, de Roma. La reforma de la curia romana de Juan Pablo II, por la Pastor Bonus, mantuvo este consejo pontificio, con la misión que venía desarrollando: "el cuidado de la Iglesia católica hacia los necesitados, que se favorezca la fraternidad humana y se manifieste la caridad de Cristo", comprometido en esta misión mediante la realización de operaciones humanitarias de socorro después de los desastres, el fomento de la caridad, la cooperación y la coordinación de otras organizaciones católicas.
El papa Francisco, mediante el motu proprio Humanam Progressionem, del 17 de agosto de 2016, integró en un nuevo Dicasterio para el Servicio del Desarrollo Humano integral los cometidos del Pontificio Consejo Cor Unum, junto con los de otros tres consejos pontificios: Justicia y Paz, para la Pastoral de los Emigrantes e Itinerantes y para la Pastoral de los Agentes Sanitarios la supresión del Pontificio Consejo Cor Unum y el inicio del nuevo Dicasterio tuvo lugar el 1 de enero de 2017.
El Consejo tuvo un presidente, secretario, subsecretario, 38 miembros y 9 Consultores, todos ellos nombrados por períodos de cinco años, además de un personal permanente, de 9 oficiales.

## Presidentes
- El cardenal Jean-Marie Villot † (15 de julio de 1971 - 4 de septiembre de 1978 [Renunció])
- El cardenal Bernardin Gantin † (7 de noviembre de 1977 - 8 de abril de 1984 [Renunció])
- El cardenal Roger Etchegaray (8 de abril de 1984 - 2 de diciembre de 1995 [Renunció])
- El cardenal Paul Josef Cordes (2 de diciembre de 1995 - 7 de octubre de 2010 [retirado])
- El cardenal Robert Sarah, (7 de octubre de 2010 - 1 de enero de 2017 [supresión del Pontificio Consejo])